# 独流江
独流江，位于中国广西壮族自治区南部，是郁江左岸支流，上有三源，南源为主源，发源于贵港市港北区庆丰镇都炉村（牛蕴村）利快山，西源发源自庆丰镇大冲村西山麓，北源发源自桂平市石龙镇中塘林场，三源于桂平石龙镇的牛牯头汇合，向东流经桂平市蒙圩镇，于西山镇永培村永江屯汇入郁江。干流长83千米，流域面积655平方公里。年均径流量6.06亿立方米，干流落差632米。河口处建有永江水电站。流域内中下游农业发达，盛产大米甘蔗。